# Kostel svatého Mikuláše (Osoblaha)
Kostel svatého Mikuláše v obci Osoblaha (okres Bruntál) je hřbitovní kostel římskokatolické církve postavený v barokním slohu v letech 1756–1766. V současné době jej využívá také česká pravoslavná církev. Objekt je chráněn jako kulturní památka České republiky.

## Historie
První zmínky o obci Osoblaha pocházejí z roku 1233. Hřbitovní kostel byl postaven v letech 1756–1766 na hřbitově na severovýchodním okraji Osoblahy. Barokní jednolodní zděná stavba s předsazenou předsíní v ose. Za průčelím, které je završeno volutovým štítem, vyrůstá polygonální věž.
Kolem hřbitova byla postavena kamenná hřbitovní zeď.
Kostel patří pod Děkanát Krnov a slouží k bohoslužbám katolíků a pravoslavné církve.

## Galerie

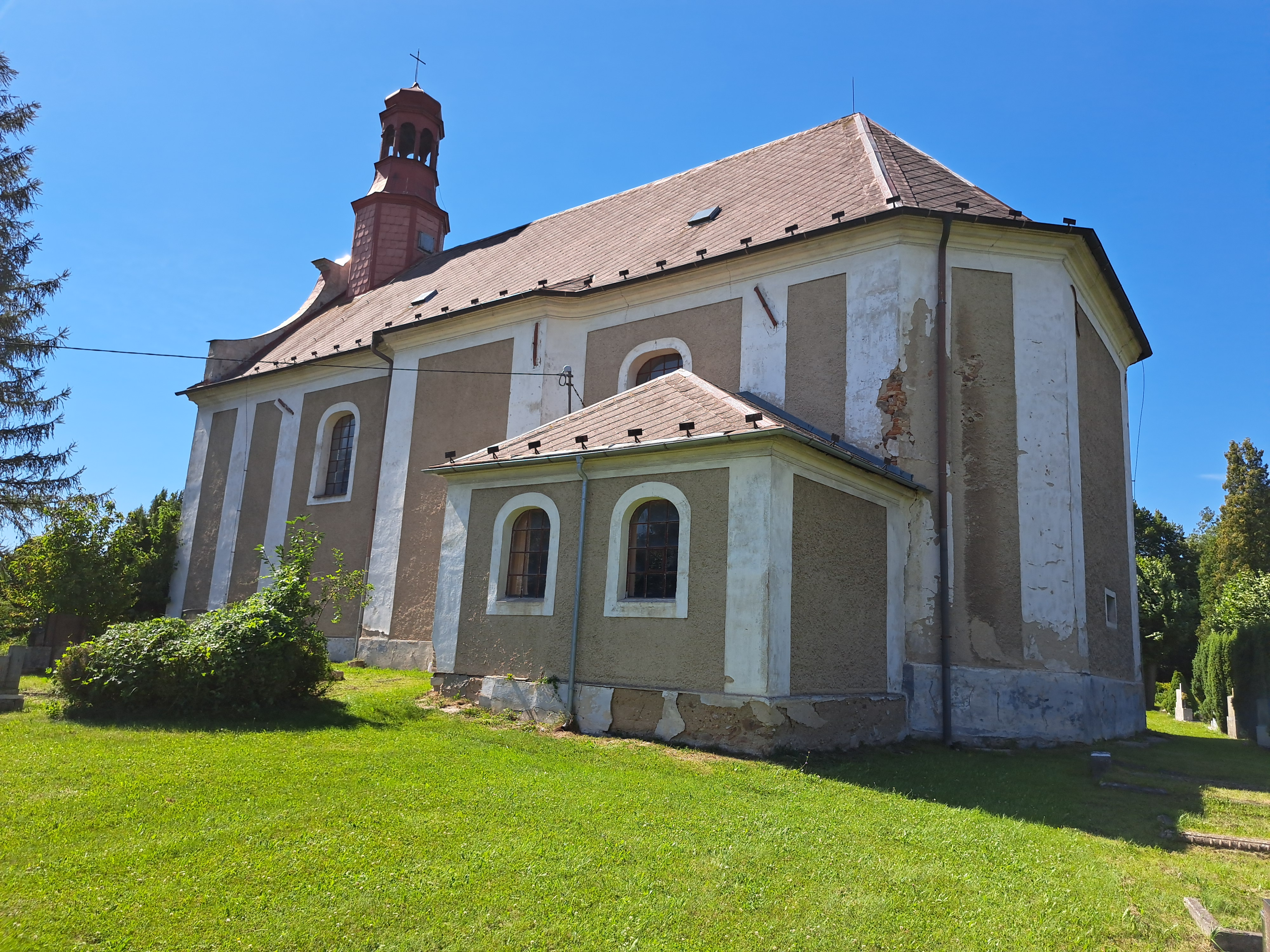
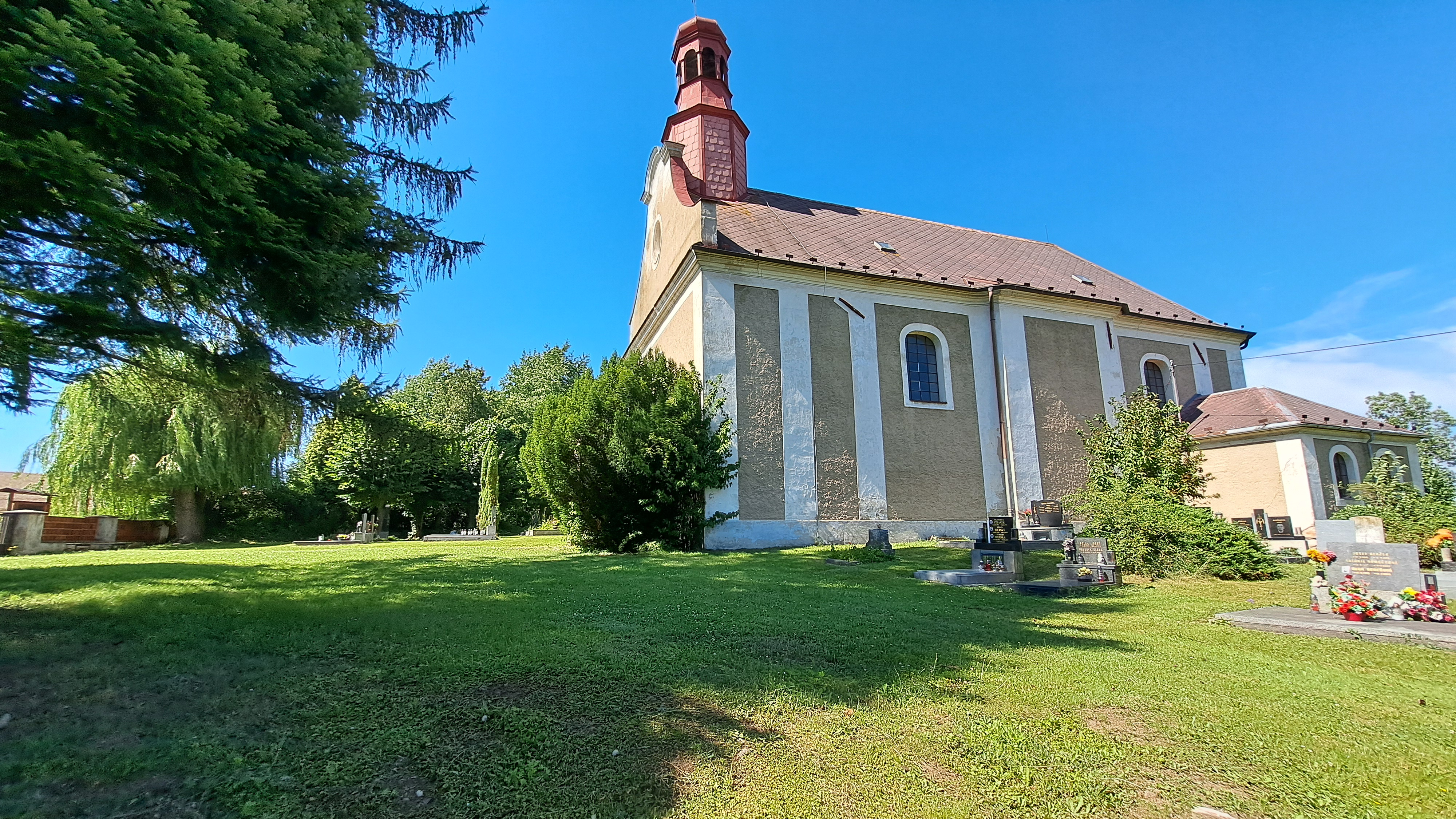
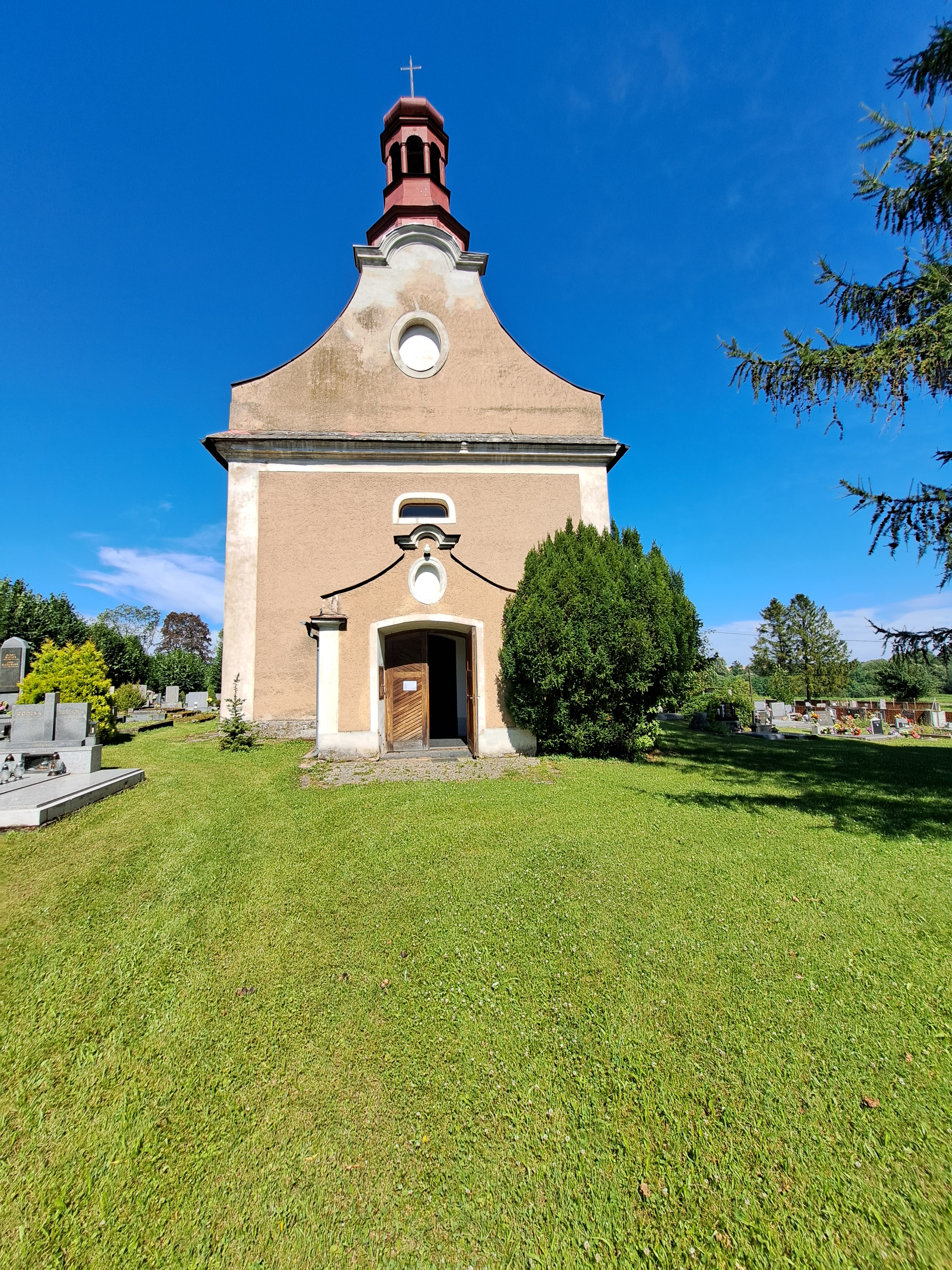
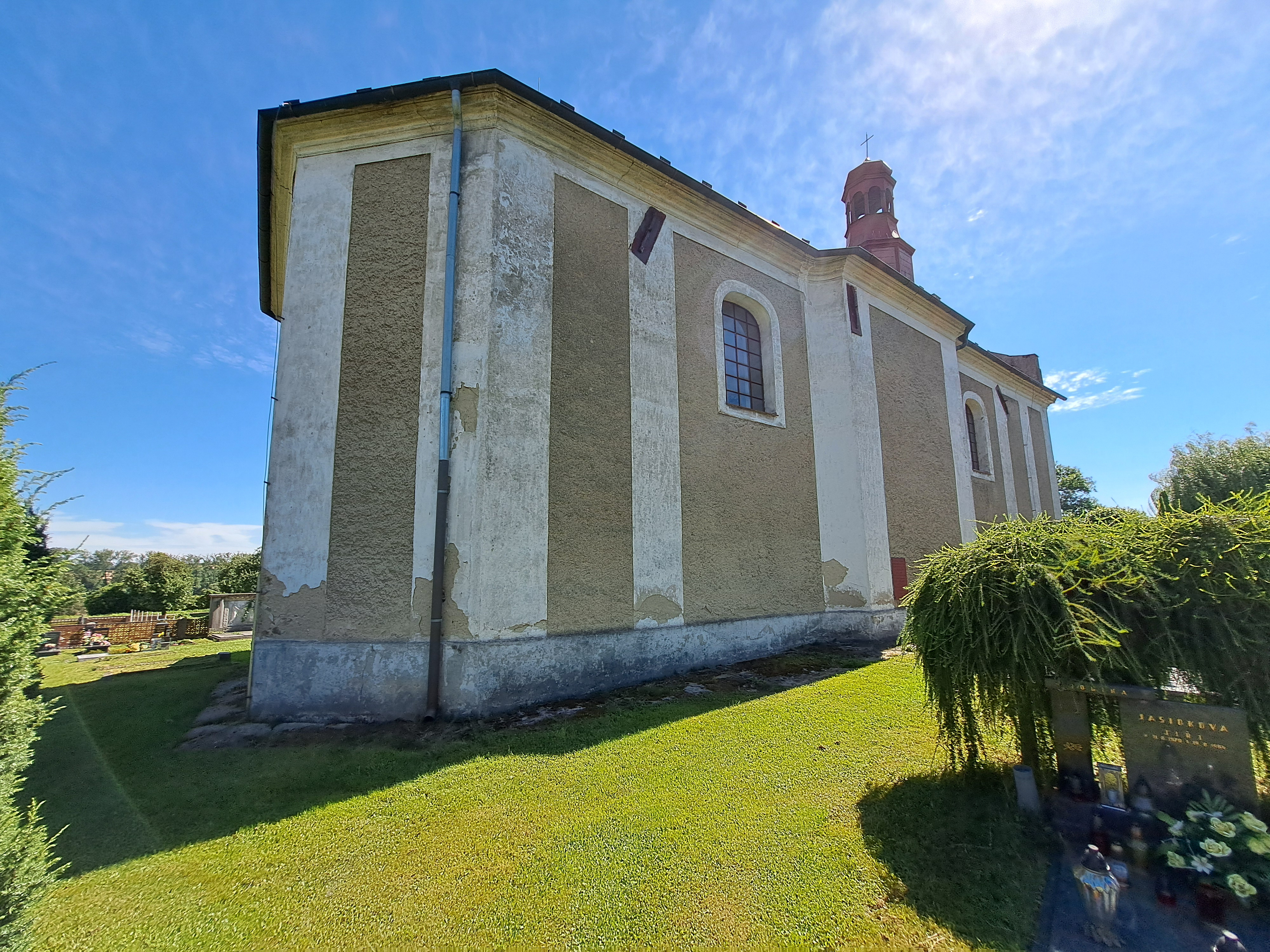